# Nettoyeurs de pendules
Pour plus de détails, voir Fiche technique et Distribution.
Nettoyeurs de pendules (Clock Cleaners) est un dessin animé de Mickey Mouse produit par Walt Disney pour RKO Radio Pictures et sorti le 15 octobre 1937.
Ce film est l'un des grands classiques du trio Mickey-Donald-Dingo.

## Synopsis
Mickey, Donald et Dingo sont des nettoyeurs d'horloge et doivent procéder au nettoyage d'un système mécanique en haut d'un édifice.

## Fiche technique
- Titre original : Clock Cleaners
- Autres Titres[1] :
  - Allemagne : Die Uhrenreinigung
  - Finlande : Kellonpesijät
  - France : Nettoyeurs de pendules
  - Suède : Klockrent, Klockan klickar, Klockan klämtar för Kalle Anka, Kalle Anka i klocktornet
- Série : Mickey Mouse
- Réalisateur : Ben Sharpsteen
- Animateur : Chuck Couch, Al Eugster, Wolfgang Reitherman, Bill Roberts
- Voix : Pinto Colvig (Dingo), Walt Disney (Mickey), Clarence Nash (Donald)
- Producteur : Walt Disney, John Sutherland
- Distributeur : RKO Radio Pictures
- Date de sortie : 15 octobre 1937[2]
- Format d'image : Couleur (Technicolor)
- Son : Mono
- Durée : 9 min
- Langue : (en)
- Pays :  États-Unis

## Voix françaises
- Jean-Paul Audrain : Mickey Mouse
- Sylvain Caruso : Donald Duck
- Roger Carel : Dingo

## Commentaires
Sean Griffin s'interroge sur le fait qu'une fois de plus plusieurs personnages masculins partagent leur vie et leur travail sans présence féminine, dans son étude sur l'homosexualité chez Disney. Le trio est dans une situation similaire dans Les Joyeux Mécaniciens (1935), Le Déménagement de Mickey (1936), Les Revenants solitaires (1937), La Remorque de Mickey (1938) et la séquence Mickey et le Haricot magique de Coquin de printemps (1947).
Après la sortie du film Qui veut la peau de Roger Rabbit (1988), des groupes de pression s'identifiant comme des protecteurs ou gardiens ont scruté les productions Disney à la recherche d'image cachée ou de propos à caractère sexuel. Dans Nettoyeurs de pendules (1937), Donald prononcerait selon ces protecteurs « Fuck You » mais Koenig entend lui « Sez You ».